# Сад Фінці-Контіні (фільм)
 «Сад Фінці-Контіні» (італ. Il giardino dei Finzi-Contini) — копродукційний драматичний фільм 1970 року, поставлений італійським кінорежисером Вітторіо Де Сікою за однойменним романом Джорджо Бассані 1962 року. Фільм здобув Золотого ведмедя 21-го Берлінського міжнародного кінофестивалю, премії «Оскар» за найкращий фільм іноземною мовою, «Давид ді Донателло» та низку інших престижних фестивальних та професійних кінонагород .

## Сюжет
Кінець 1930-х років, Феррара, Північна Італія. Уряд Муссоліні ухвалює закони, який значно утискають права євреїв, і це стає величезним ударом по цьому народові. Однак, у кожного закону є винятки, він діє не однаково на всіх: ті євреї, які змогли заплатити за свою свободу, підтримуючи фашистську армію, він торкнеться набагато менше, а всі страждання знову припадають на долю бідних людей. За єврейським народом починається справжнє полювання, ці люди вимушені ховатися, їм заборонене усе людське, не кажучи вже про любов і щастя. Багата і аристократична єврейська сім'я Фінці-Контіні впевнена, що ці процеси і закони її не торкнуться. Діти хазяїв, донька Міколь і син Альберто, все так же продовжують розважатися, влаштовують вечірки та грають у теніс. На одну з таких зустрічей запрошується бідний єврейський хлопець Джорджо разом зі своїм другом. Він таємно закоханий в доньку хазяїв і намагається до неї залицятися, але вона, знаючи про його почуття, виявляє хлопцю свою зневагу. Вибираючи замість Джорджо його друга Бруно, молода дівчина в той же час все ще відмовляється вірити в небезпеку, що насувається, і можливість війни, продовжуючи жити згідно зі своїми бажаннями.

## У ролях

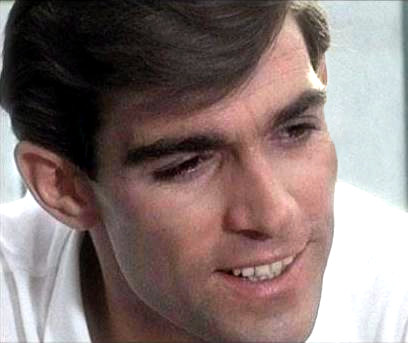
Фабіо Тесті у кадрі з фільму

| • Ліно Каполікйо   | … | Джорджо                |
| • Домінік Санда    | … | Міколь Фінці-Контіні   |
| • Фабіо Тесті      | … | Бруно Малнейт          |
| • Ромоло Валлі     | … | батько Джорджо         |
| • Гельмут Бергер   | … | Альберто Фінці-Контіні |
| • Камілло Чезареї  | … | батько Міколь          |
| • Інна Алексєєвна  | … | бабуся Міколь          |
| • Катіна Морізані  | … | мати Міколь            |
| • Барбара Пілавін  | … | мати Джорджо           |
| • Едоардо Тоньйоло | … | директор бібліотеки    |
| • Майкл Бергер     | … | студент Тедеско        |

## Знімальна група
- Автори сценарію — Вітторіо Бонічеллі, Уго Пірро
  - у титрах не зазначені: Вітторіо Де Сіка, Франко Брузаті, Ален Кац, Тулліо Пінеллі, Чезаре Дзаваттіні, Валеріо Дзурліні,
- Режисер-постановник — Вітторіо Де Сіка
- Продюсери — Джанні Гект Лукарі, Артур Браунер, Артур Ко
- Виконавчий продюсер — Фаусто Сарачені
- Оператор — Енніо Гуарньєрі
- Композитори — Мануель Де Сіка, Біл Конті (в титрах не зазначений)
- Монтаж — Адріана Новеллі
- Художник-постановник — Джанкарло Бартоліні Салімбені
- Художник-костюмер — Джанкарло Бартоліні Салімбені
- Художник-декоратор — Роберто Граньєрі
- Підбір акторів — Хосе Вільяверде

## Нагороди та номінації
| Нагороди та номінації фільму «Сад Фінці-Контіні» | Нагороди та номінації фільму «Сад Фінці-Контіні»  | Нагороди та номінації фільму «Сад Фінці-Контіні»         | Нагороди та номінації фільму «Сад Фінці-Контіні» | Нагороди та номінації фільму «Сад Фінці-Контіні» | Нагороди та номінації фільму «Сад Фінці-Контіні» |
| Рік                                              | Кінофестиваль/кінопремія                          | Категорія/нагорода                                       | Номінант                                         | Результат                                        |                                                  |
| ------------------------------------------------ | ------------------------------------------------- | -------------------------------------------------------- | ------------------------------------------------ | ------------------------------------------------ | ------------------------------------------------ |
| 1971                                             | Берлінський міжнародний кінофестиваль             | Золотий ведмідь                                          | Сад Фінці-Контіні                                | Перемога                                         |                                                  |
| 1971                                             | Берлінський міжнародний кінофестиваль             | Кінопремія Ото Дібеліуса                                 | Вітторіо Де Сіка                                 | Перемога                                         |                                                  |
| 1971                                             | Премія «Давид ді Донателло»                       | Найкращий фільм                                          | Сад Фінці-Контіні                                | Перемога                                         |                                                  |
| 1971                                             | Премія «Давид ді Донателло»                       | Спеціальний Давид                                        | Ліно Каполікйо (за акторську гру)                | Перемога                                         |                                                  |
| 1971                                             | Італійський національний синдикат кіножурналістів | Срібна стрічка за найкращу роль другого плану            | Ромоло Валлі                                     | Перемога                                         |                                                  |
| 1971                                             | Італійський національний синдикат кіножурналістів | Срібна стрічка за найкращу роботу художника-постановника | Джанкарло Бартоліні Салімбені                    | Перемога                                         |                                                  |
| 1971                                             | Премія «Золотий глобус» (Італія)                  | Найкращий акторський прорив                              | Фабіо Тесті                                      | Перемога                                         |                                                  |
| 1972                                             | Премія «Оскар»                                    | Найкращий фільм іноземною мовою                          | Сад Фінці-Контіні                                | Перемога                                         |                                                  |
| 1972                                             | Премія «Оскар»                                    | Найкращий сценарій                                       | Вітторіо Бонічеллі, Уго Пірро                    | Номінація                                        |                                                  |
| 1972                                             | Національна рада кінокритиків США                 | ТОП іноземних фільмів                                    | Сад Фінці-Контіні                                | Перемога                                         |                                                  |
| 1972                                             | Товариство кінокритиків Канзас-Сіті               | Найкращий режисер іноземного фільму                      | вітторіо Де Сіка                                 | Перемога                                         |                                                  |
| 1973                                             | Премія BAFTA                                      | Найкращий оператор                                       | Енніо Гуарньєрі                                  | Перемога                                         |                                                  |
| 1973                                             | Премія BAFTA                                      | Нагорода UN                                              | Сад Фінці-Контіні                                | Перемога                                         |                                                  |
| 1973                                             | Премія «Греммі»                                   | Найкраща оригінальна музика до фільму                    | Мануель Де Сіка                                  | Номінація                                        |                                                  |